# Sunshine (музичка група)
Саншајн је познати београдски кросовер/реп састав који су 1993. године основали певач Бранко Бојовић (Бане Саншајн) и Ђорђе Радивојевић Рамирез певач и текстописац. Поред њих, чланови групе су били Ненад Богојевић Боги (вокал), Станимир Лукић Стаћа (гитара), Којот (бас), Андреј Срећковић ДЈ Андреј (скреч, ритам машина, клавијатуре), Буца, Срђан Јовановић Јоле и Нефа (бубњеви).
Бане и Ђоле Рамирез 1993. оснивају бенд коме је Бане дао име Саншајн по продавници плоча у Денверу у којој се продавале плоче са црначком музиком. Након клупских наступа у Београду, успевају да објаве свој први албум под називом Љубавна ликвефакција. Песма Жаклина тражи спонзора постаје хит и током 1996. се ради на наредном албуму који допринео популаризацији групе, пре свега песмом Мисли мене гоне по Рамирезовим текстовима. Други албум је назван Ш. Г. Т. М. и изашао је за Метрополис рекордс.
Бане одлучује да окупи људе који би свирали у бенду. Тако Боги постаје трећи вокал, гитариста постаје Стаћа из тадашње хеви-метал групе Бладбет, док је бас-гитару засвирао Којот из хард-кор групе Ајзберн, а за грамофонима се нашао Ди-џеј Андреј, а бубњар постаје Буца. Њих седморица почетком 1997. одржавају концерт у КСТ.
Велики концерт у Хали спортова окупља неколико хиљада људи 14. фебруара 1998, на Дан заљубљених. Предгрупа је била Ајзберн. Током 1998. се радило на трећем албуму који излази крајем 1998. под називом Нећу да се предам. Убрзо наступа бомбардовање и рат, али бенд не престаје са свирком, па су наступи уредно одржавани широм Србије.

## Дискографија
- Љубавна ликвефакција, 1995, Југодиск
- Ш. Г. Т. М., 1996, Метрополис
- Кокане (сингл), 1997, Метрополис
- Љубавна ликвефакција (реиздање), 1995, Метрополис
- Нећу да се предам, 1998, Метрополис
- Лајв! (концертни албум), 2001, Метрополис
- Ша било?!, 2002, Комуна
- Again gettin' wicked (сингл), 2005, Комуна
- Fight the devil, 2007, Multimedia records